# Jean-Vincent de Tulles
Jean-Vincent de Tulles, mort en décembre 1668 à Paris, est un prélat français  du  XVIIe siècle. Il est le neveu de Jean de Tulles II et le petit-neveu de Jean de Tulles Ier, évêques d'Orange. 

## Biographie
Jean-Vincent de Tulles est le fils de Pierre seigneur de la Herte et de Lucrèce Lascaris. Né vers 1611 à Avignon, il fait ses études en partie à Paris dans la première moitié de la décennie 1630. Abbé commendataire  de Saint-Eusèbe d'Apt il est coopté comme coadjuteur de son oncle le 16 mars 1637 est nommée évêque  in partibus de Dioclea (de) et consacré comme tel à Rome le 13 avril suivant. Il lui succède le 3 octobre 1640. Il est un défenseur intrépide des droits de l'église catholique tout en étant un partisan de Mazarin. Sous son épiscopat commence l'intégration définitive de son siège d'Orange dans  l'église de France. Le 27 mai 1647 il est nommé au diocèse de Lavaur.